# قره‌تپه (تبریز)
قره‌تپه یا قشلاق قره تپه یکی از روستاهای استان آذربایجان شرقی است که در دهستان تازه‌کند بخش خسروشهر شهرستان تبریز واقع شده‌است.این روستا ۴۳۶ نفر جمعیت دارد.